# Черемисин, Борис Ефимович
Бори́с Ефи́мович Череми́син (17 августа 1950, Шадринск, Курганская область — 30 мая 2009, Шадринск, Курганская область) — русский советский поэт, кандидат филологических наук, доцент.

## Биография
Борис Ефимович Черемисин родился 17 августа 1950 года в семье служащих в городе Шадринске Курганской области.
Окончил среднюю школу № 10 г. Шадринска.
В 1971 году окончил факультет русского языка и литературы Шадринского государственного педагогического института, где, в являлся художником студенческой газеты «Филолог».
После института работал учителем литературы в школе. Затем служил в рядах Советской Армии. После службы продолжил работу в школе.
В 1975—1977 годах работал в Шадринском государственном педагогическом институте.
В 1980 году окончил аспирантуру Московского государственного педагогического института им. В. И. Ленина, посещал литературное объединение критика В.В. Кожинова. Встречался с А.Н. Цветаевой, дочерьми поэтов К.Д. Бальмонта и К.М. Фофанова. В 1980 году защитил кандидатскую диссертацию «К.М. Фофанов (Основные этапы идейно-творческой эволюции)».
В 1984—1986 годах читал лекции по русской литературе в Печском университете (г. Печ, Венгерская Народная Республика). С чтением курса истории русской литературы посетил некоторые европейские страны (Болгария, Польша, Югославия). Владел венгерским и английским языками.
В 1990—2000 годах заведовал кафедрой литературы Шадринского государственного педагогического института, доцент.
Член Союза писателей России с июня 1999 года, состоял на учёте в Курганской областной писательской организации.
Борис Ефимович Черемисин умер 30 мая 2009 года в городе Шадринске Курганской области.

## Творчество
Первая публикация стихов состоялась в начале 1980-х годов, хотя было написано к тому времени было уже немало. C 1988 года стихи публиковались в газетах «Шадринский рабочий», «Исеть» и «Новый мир», альманахах «Тобол» и «Исеть». Написаны песни в содружестве с композиторами Ю. Гавриловым, В. Орловой. 
Книги:
- Черемисин Б.Е. Изморозь времени, зовы любви. — Шадринск: Изд-во шадрин. ПО «Исеть», 1994. — 51 с. — ISBN 5-7142-0074-8.[5]
- Черемисин Б.Е. Души сиреневые тени. — Шадринск: Изд-во Шадрин. пединститута, 1996. — 51 с. — ISBN 5-87818-101-0.[6]
- Черемисин Б.Е. На перекрестии душ и времен. — Шадринск: ШМРТ, 1998. — 47 с.
- Черемисин Б.Е. В полусвете вечернем. — 2000.

Некоторые произведения переведены на венгерский язык.

### О творчестве
Павел Николаевич Малофеев написал книгу о творчестве Б.Е. Черемисина.
Малофеев П.Н. Боря, Боренька, Борис…. — Курган: ПринтЭкспресс, 2010. — 112 с.

## Награды и премии
Курганская обл. премия (2000). 